# Planète métallique

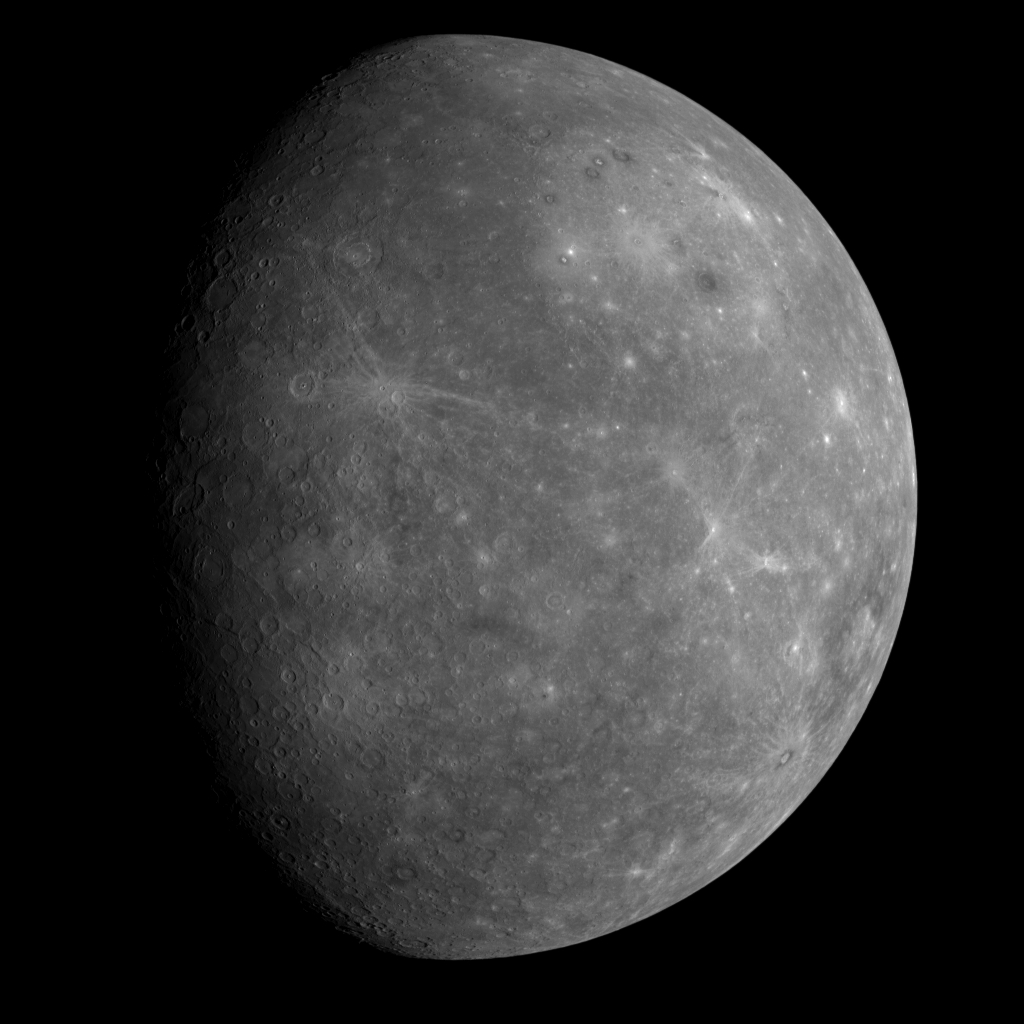
Vue de la planète Mercure par la sonde MESSENGER en 2008 qui, avec un noyau métallique composant 85 % de son rayon, 60 % de son volume et de 60 à 70 % de sa masse, est la seule planète connue qui se rapproche d'une planète métallique.

Une planète métallique, planète de métal ou de métaux, ou comme on l'appelle dans la plupart des langues, de façon plus restrictive, une planète de fer (en anglais iron planet), est un type hypothétique de planète dont le métal (a priori principalement le fer) est le constituant principal, alors que les planètes telluriques connues sont principalement composées de roches silicatées, qui sont essentiellement des oxydes de silicium et de métaux. Elles sont parfois surnommées « boulets de canon » (en anglais cannonball).

## Structure
Une planète métallique possèderait un noyau métallique qui représenterait l'essentiel de sa masse, avec un manteau relativement peu épais ou pas de manteau du tout dans le cas d'une planète purement métallique.

## Exemples
À ce jour, aucune planète tellurique strictement dépourvue de manteau rocheux n'est connue. Cependant, des planètes avec un manteau de dimensions réduites par rapport au noyau sont connues. Ainsi, dans le système solaire, Mercure, dont le noyau représente 85 % du rayon (60 % du volume) et 60 à 70 % de la masse, est le plus grand objet faisant partie de cette classe (et en fait la seule planète au sens strict, les plus petits corps majoritairement métalliques étant des astéroïdes), mais des exoplanètes métalliques de plus grande taille pourraient exister.
Par exemple, Rappaport et al. ont déterminé que la planète KOI 1843.03, dont la période orbitale autour de son étoile est d'environ 4 heures, pourrait être composée de plus de 70 % (en masse) de fer, le reste étant des silicates. Ce résultat a été obtenu en comparant les observations à une planète hypothétique qui serait purement métallique, utilisée à titre de référence. Le fait d'envisager des planètes majoritairement constituées de métal permet aussi d'agrandir la zone autour d'une étoile où il est possible qu'il existe des planètes (les planètes majoritairement métalliques peuvent graviter très près de l'étoile).
Les planètes purement métalliques sont utilisées comme des références hypothétiques permettant de trouver des informations sur des planètes existantes. Seager et al. ont étudié le rapport entre la masse et le rayon de différentes exoplanètes, en comparant différents modèles à une hypothétique planète métallique, entre autres. Notamment, pour une masse donnée, la planète avec le plus petit rayon possible serait une planète composée entièrement de fer.
Une planète de dimension terrestre mais d'une densité supérieure à celle de Mercure (8,9 g cm−3) a été observée en 2018 en orbite autour de l'étoile K2-229.